# Тарцо
Тарцо (итал. Tarzo) — коммуна в Италии, располагается в провинции Тревизо области Венеция.
Население составляет 4537 человек, плотность населения составляет 197 чел./км². Занимает площадь 23 км². Почтовый индекс — 31020. Телефонный код — 0438.
В коммуне 2 февраля особо празднуется Сретение Господне. 